# Nonadecano
Nonadecano es un hidrocarburo alcano con fórmula química CH3(CH2)17CH3, simplificado a C19H40. Tiene 148 284 isomeros.